# Robert Pintenat
Robert Pintenat (* 1. Mai 1948 in Paris; † 22. August 2008 in Bayonne) war ein französischer Fußballspieler und -trainer.

## Spielerlaufbahn
Der torgefährliche Mittelstürmer begann seine Karriere im Seniorenbereich 1969 beim Erstligisten FC Rouen. Ab 1970 spielte er bei Red Star Paris und, nach dessen Abstieg, in der Saison 1973/74 für Olympique Nîmes. Zeitweise an den FC Sochaux ausgeliehen, bestritt er 1974/75 nochmals einige Spiele für Olympique, ehe er zu Sochaux zurückkehrte, wo Robert Pintenat in der Spielzeit 1975/76 sein erfolgreichstes Jahr hatte: seine Elf belegte in der Meisterschaft den dritten Rang, er selbst mit 21 Treffern Platz 5 unter den besten Torschützen der Liga und bestritt zwischen März und Mai 1976 drei A-Länderspiele für Frankreich, in denen ihm auch ein Torerfolg gelang. Nach einem Jahr bei der AS Nancy (1978/79) verpflichtete ihn der Zweitdivisionär FC Toulouse, mit dem er 1982 noch einmal in die höchste Spielklasse zurückkehrte. 1983/84 ließ er seine Karriere beim unterklassigen Olympique Avignon als Spielertrainer ausklingen.
Insgesamt konnte Robert Pintenat in seiner Spielerkarriere zwar keinen Titel gewinnen, aber er hat für seine Klubs 298 Spiele in der Division 1 bestritten und dabei 103 Tore erzielt.

## Trainertätigkeit
Anschließend übernahm er zunächst in Avignon das Traineramt (bis 1986) und arbeitete danach für sechs Jahre in Gabun: die US Mbila Nzambi aus Libreville führte er 1988 zum Gewinn der Landesmeisterschaft, holte mit diesem Verein zudem 1987 und 1991 den Landespokal. 1991/92 trainierte er Gabuns Nationalelf, kehrte dann nach Frankreich zurück, wo er ab 1994 noch bei SR Saint-Dié und Entente Nyons-Condorcet tätig war.
Im August 2008 starb Robert Pintenat nach langer Krankheit im Alter von 60 Jahren.